# Stizus
Stizus is een geslacht van vliesvleugelige insecten van de familie van de graafwespen (Crabronidae).

## Soorten
- S. aestivalis Mercet, 1906
- S. annulatus (Klug, 1845)
- S. bipunctatus (F. Smith, 1856)
- S. continuus (Klug, 1835)
- S. fasciatus (Fabricius, 1781)
- S. hispanicus Mocsary, 1883
- S. perrisi Dufour, 1838
- S. pubescens (Klug, 1835)
- S. ruficornis (J. Forster, 1771)
- S. rufipes (Fabricius, 1804)
- S. tricolor Handlirsch, 1892